# Viforsen, Vi en Tunbyn
Viforsen, Vi en Tunbyn (Zweeds: Viforsen, Vi och Tunbyn) is een småort in de gemeente Sundsvall in het landschap Medelpad en de provincie Västernorrlands län in Zweden. Het småort heeft 181 inwoners (2005) en een oppervlakte van 44 hectare. Eigenlijk bestaat het småort uit drie plaatsen: Viforsen, Vi en Tunbyn. Het småort ligt aan de rivier de Ljungan.